# Alex Abrahantes
Alex Abrahantes (Secaucus, 9 de novembro de 1977) é um lutador profissional e empresário americano. Ele está contratado pela All Elite Wrestling (AEW) como manager do Komander. Há mais de 20 anos, Abrahantes trabalha na indústria do wrestling profissional.

## Infância e juventude
Abrahantes nasceu em Secaucus, Nova Jérsei. Ele cresceu em North Plainfield, também em Nova Jérsei, e participou do programa de artes cênicas da Somerset County Vocational and Technical High School. Ele cursou a Universidade Estadual da Pensilvânia, onde obteve o grau de Bacharel em Artes e Comunicações. É ex-integrante da organização SkillsUSA, tendo ocupado cargos de direção nacional.

## Carreira no entretenimento
Abrahantes trabalhou em diversos projetos para a televisão e o cinema ao longo de sua carreira. Ele é mais conhecido por sua participação na novela One Life to Live, no papel de bartender. Atualmente, atua como apresentador convidado no canal de compras QVC.

## Carreira na luta livre profissional
Abrahantes iniciou sua formação na Hart Dungeon Wrestling School, em Calgary, Alberta, sob a orientação de Bruce e Keith Hart. Ele fez sua estreia nos ringues em 6 de dezembro de 1996, em University Park, Pensilvânia. Após atuar no circuito independente por vários anos, Abrahantes ingressou na WWE como o membro mais jovem da equipe criativa, trabalhando diretamente sob a supervisão de Vince e Stephanie McMahon. Durante esse período, ele contribuiu para a escrita e produção de programas como Monday Night RAW, SmackDown!, Sunday Night Heat e diversos Pay-Per-Views.
Após sua passagem pela WWE, Abrahantes atuou como produtor e desenvolvedor de conteúdo digital na TNA (Total Nonstop Action Wrestling), onde também produziu a equipe de transmissão em espanhol e coordenou o projeto TNA University, que mais tarde foi renomeado para TNAtion. Ele também foi o roteirista principal do programa *Masked Warriors* na MTV2 e ocupou o cargo de vice-presidente na promoção Lucha Libre USA.
Em 2019, Abrahantes foi contratado pela All Elite Wrestling (AEW) como apresentador e membro da equipe de transmissão em espanhol. Em 2021, seu papel foi expandido, passando a atuar como manager da dupla Lucha Brothers — Penta Oscuro e Rey Fénix. Abrahantes esteve presente no evento pay-per-view AEW All Out 2021, quando os Lucha Brothers derrotaram os Young Bucks e conquistaram pela primeira vez o Campeonato Mundial de Duplas da AEW. Atualmente, ele atua como manager do lutador Komander na AEW.